# أسل بركارتي
أسل بركارتي (الاسم العلمي: Juncus burkartii) نوع نباتي يتبع جنس الأسل وينتمي إلى الفصيلة الأسلية.